# Álvaro Arbeloa
Álvaro Arbeloa Coca (n. 17 ianuarie 1983, Salamanca, Castilia și León, Spania) este un fotbalist spaniol, care joacă pe post de fundaș lateral la Zaragoza în Segunda División. Pe plan internațional, are prezențe la națională pentru Spania U17⁠(d), Spania U-19⁠(d), Spania U-21 și Spania.

## Cariera de fotbalist

### Real Madrid

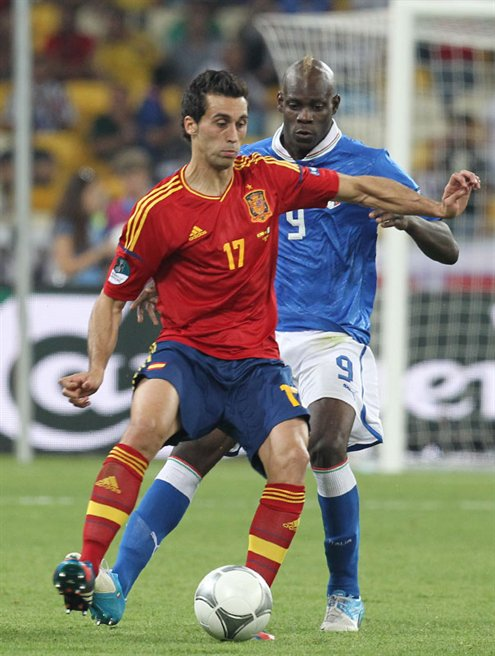
Arbeloa la Euro 2012.

După ce a semnat cu Real Madrid ca fiind jucător la echipa de tineret, acesta a reușit ușor-ușor să ajungă la Real Madrid Castilla, jucând pentru echipa mare a Realului doar 2 meciuri.

### Deportivo
Pe data de 24 iulie 2006, Arbeloa a semnat cu Deportivo La Coruña, urmându-și colegul, pe Roberto Soldado. A jucat 20 de meciuri pentru echipa galiciană.

### Liverpool

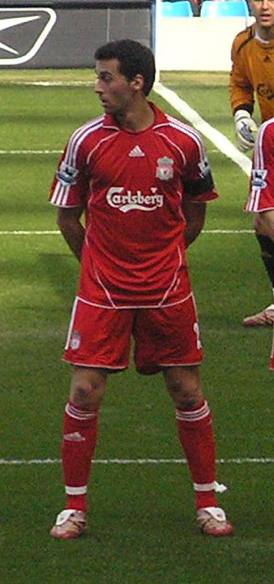
Arbeloa evoluând pentru Liverpool

Pe data de 31 ianuarie 2007, Arbeloa a semnat cu FC Liverpool, pentru o sumă de aproximativ 4 milioane de euro, Real Madrid primind jumătate din sumă. Debutul și l-a făcut pe data de 10 februarie contra lui Newcastle, intrând în locul lui Jermaine Pennant. Primul său meci întreg a fost jucat contra Barçei, în Liga Campionilor, pe Camp Nou, jucând pe postul de fundaș stânga. Antrenorul său, Rafa Benítez, l-a pus pe partea stângă pentru a-l opri pe Lionel Messi. Cu ajutorul lui, echipa sa a reușit să învingă cu 2-1. Primul său gol la Liverpool a fost marcat contra lui Reading pe data de 7 aprilie 2007. Cu ajutorul lui, Liverpool a ajuns în Finala Ligii Campionilor 2007, pe care au pierdut-o însă, cu 2-1 împotriva Milanului.

### Întoarcerea la Real Madrid

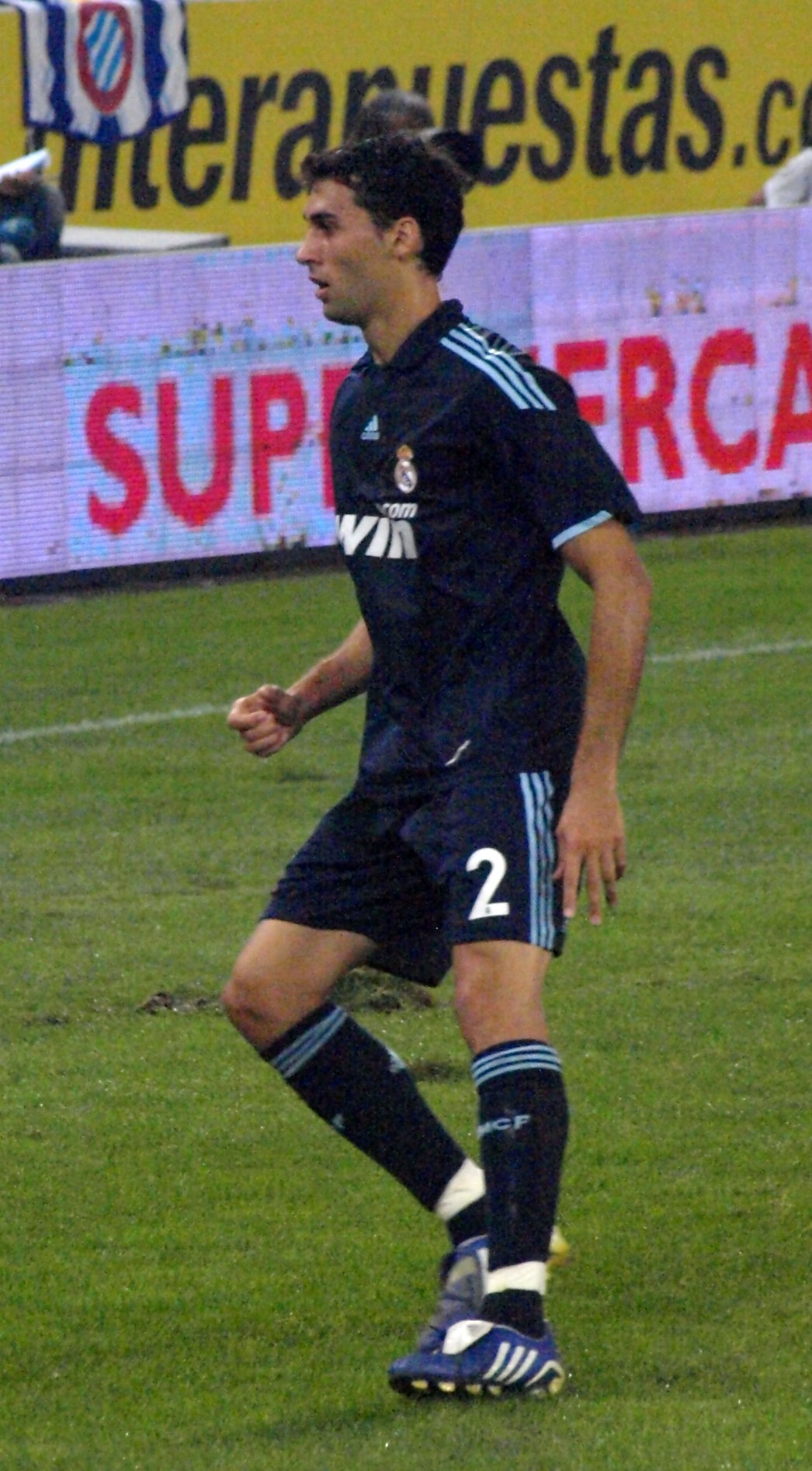
Arbeloa evolând pentru Real Madrid

După un conflict cu căpitanul Jamie Carragher, Arbeloa a semnat din nou cu Real Madrid, pe data de 25 iulie 2009, pentru aproximativ 5 milioane de lire sterline, contractul fiind valabil 5 ani. Arbeloa a marcat primul său gol din carieră pentru Real Madrid pe data de 13 februarie 2010, într-o victorie cu 3-0 contra lui Xerez. Al doilea său gol a venit contra rivalei Atlético Madrid, meci câștigat de Real Madrid, Arbeloa reușind să-l învingă atunci pe David de Gea. Pe data de 1 august 2012, Realul a anunțat că i-a prelungit contractul lui Arbeloa până în 2016.

### West Ham United
În vârstă de 33 de ani, Arbeloa era liber de contract după ce s-a despărțit de Real Madrid, și a semnat un contract valabil pe un sezon cu echipa londoneză West Ham United.

## Cariera internațională

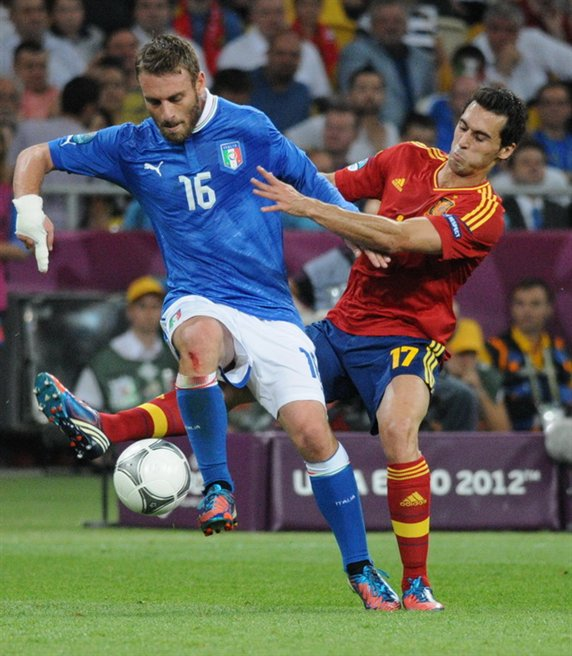
Arbeloa contra lui Daniele De Rossi în Finala Euro 2012

Pe data de 1 februarie 2008, a fost convocat la echipa națională de fotbal a Spaniei pentru prima dată. Debutul ar fi trebuit să-l facă contra Franței, pe data de 6 februarie, dar s-a accidentat. Până la urmă a evoluat pe data de 26 februarie contra Italiei. A fost selectat ca fiind unul dintre fundașii Spaniei pentru Euro 2008. Polivalența sa a fost remarcată de selecționerul Vicente Del Bosque, care l-a convocat și la Cupa Confederațiilor FIFA 2009, CM 2010 și la Euro 2012.

## Palmares

### Club
Real Madrid
- La Liga (1): 2011–12
- Copa del Rey (2): 2010–11, 2013–14

Finalist (1): 2012–13
- Supercupa Spaniei (1): 2012

Finalist (1): 2011
- Liga Campionilor UEFA (1): 2013–2014
- Supercupa Europei (1): 2014

### Internațional
Spania
- Campionatul Mondial de Fotbal (1): 2010
- Campionatul European de Fotbal (2): 2008, 2012
- Cupa Confederațiilor FIFA

Finalist: 2013
Locul 3: 2009

## Statistici de club
La 17 mai 2014.
| Club          | Sezon         | La Liga        | La Liga        | Copa del Rey | Copa del Rey | Supercopa de España | Supercopa de España | Europe  | Europe  | Total   | Total  |
| Club          | Sezon         | Meciuri        | Goluri         | Meciuri      | Goluri       | Meciuri             | Goluri              | Meciuri | Goluri  | Meciuri | Goluri |
| ------------- | ------------- | -------------- | -------------- | ------------ | ------------ | ------------------- | ------------------- | ------- | ------- | ------- | ------ |
| Castilla      | 2003–04       | 22             | 0              | —            | —            | —                   | —                   | —       | —       | 22      | 0      |
| Castilla      | 2004–05       | 28             | 0              | —            | —            | —                   | —                   | —       | —       | 28      | 0      |
| Castilla      | 2005–06       | 34             | 0              | —            | —            | —                   | —                   | —       | —       | 34      | 0      |
| Castilla      | Total         | 84             | 0              | —            | —            | —                   | —                   | —       | —       | 84      | 0      |
| Real Madrid   | 2004–05       | 2              | 0              | 2            | 0            | —                   | —                   | 0       | 0       | 4       | 0      |
| Real Madrid   | Total         | 2              | 0              | 2            | 0            | —                   | —                   | 0       | 0       | 4       | 0      |
| Deportivo     | 2006–07       | 20             | 0              | 0            | 0            | —                   | —                   | 0       | 0       | 20      | 0      |
| Deportivo     | Total         | 20             | 0              | 0            | 0            | —                   | —                   | 0       | 0       | 20      | 0      |
|               | Season        | Premier League | Premier League | FA Cup       | FA Cup       | League Cup          | League Cup          | Europe  | Europe  | Total   | Total  |
| Meciuri       | Season        | Goluri         | Meciuri        | Goluri       | Meciuri      | Goluri              | Meciuri             | Goluri  | Meciuri | Goluri  |        |
| Liverpool     | 2006–07       | 9              | 1              | 0            | 0            | 0                   | 0                   | 5       | 0       | 14      | 1      |
| Liverpool     | 2007–08       | 28             | 0              | 1            | 0            | 3                   | 0                   | 9       | 0       | 41      | 0      |
| Liverpool     | 2008–09       | 29             | 1              | 2            | 0            | 0                   | 0                   | 12      | 0       | 43      | 1      |
| Liverpool     | Total         | 66             | 2              | 3            | 0            | 3                   | 0                   | 26      | 0       | 98      | 2      |
| Club          | Season        | La Liga        | La Liga        | Copa del Rey | Copa del Rey | Supercopa de España | Supercopa de España | Europe  | Europe  | Total   | Total  |
| Club          | Season        | Meciuri        | Goluri         | Meciuri      | Goluri       | Meciuri             | Goluri              | Meciuri | Goluri  | Meciuri | Goluri |
| Real Madrid   | 2009–10       | 30             | 2              | 2            | 0            | —                   | —                   | 6       | 0       | 38      | 2      |
| Real Madrid   | 2010–11       | 26             | 0              | 8            | 0            | —                   | —                   | 9       | 1       | 43      | 1      |
| Real Madrid   | 2011–12       | 26             | 0              | 3            | 0            | 0                   | 0                   | 9       | 0       | 38      | 0      |
| Real Madrid   | 2012–13       | 25             | 0              | 6            | 0            | 2                   | 0                   | 7       | 0       | 40      | 0      |
| Real Madrid   | 2013–14       | 18             | 0              | 8            | 0            | —                   | —                   | 4       | 1       | 30      | 1      |
| Real Madrid   | Total         | 125            | 2              | 27           | 0            | 2                   | 0                   | 35      | 2       | 189     | 4      |
| Total carieră | Total carieră | 297            | 4              | 32           | 0            | 5                   | 0                   | 61      | 2       | 395     | 6      |

## Viața personală

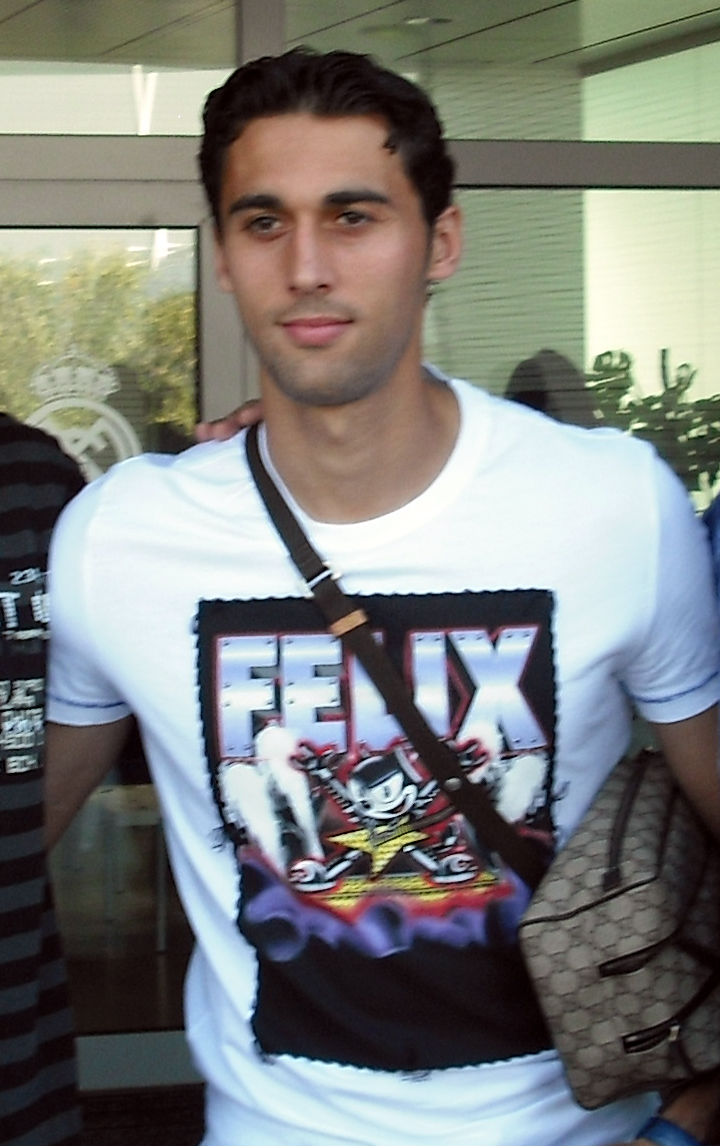
Arbeloa în viaţa extrasportivă

Arbeloa s-a căsătorit cu prima dragoste din copilărie, Carlota Ruiz, în Iulie 2009. Pe data de 26 aprilie 2010 s-a născut fiica lor, Alba.